# Techem
 (mars 2016).
Si vous disposez d'ouvrages ou d'articles de référence ou si vous connaissez des sites web de qualité traitant du thème abordé ici, merci de compléter l'article en donnant les références utiles à sa vérifiabilité et en les liant à la section « Notes et références ».
Techem est une entreprise allemande qui faisait partie du MDAX et est un fournisseur de services permettant de répartir les charges d'eau et d'énergie dans les résidences collectives. Techem est le leader du marché dans la facturation de l'eau et du chauffage collectif.[réf. nécessaire]
La société œuvre dans le comptage individuel de l’eau et du chauffage depuis plus de[C'est-à-dire ?] 60 ans. Elle est le leader en Allemagne avec plus de 31 millions de compteurs d’eau et répartiteurs de frais de chauffage.[réf. nécessaire]

## Historique
L’entreprise française Compteurs Farnier, fondée initialement en 1879 par Barriquand & Marre, a comme activité principale la fabrication et la réparation de tous types de compteurs. 
En 1932, l’activité est reprise par André Farnier qui crée la société Compteurs Farnier. En complément de la production de compteurs d’eau, il développe le service de location et relevé des compteurs d’eau divisionnaires dans l’habitat collectif. 
En 2009, la société Techem acquiert l’entreprise Compteurs Farnier afin d’accélérer son développement en France. 

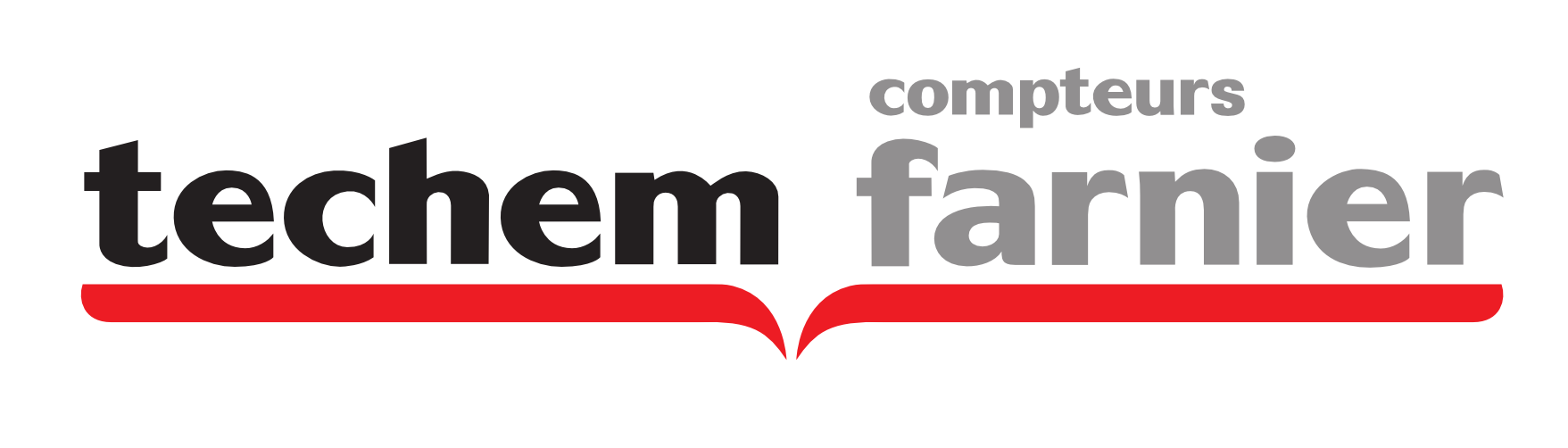
Ancien logo

## Chiffres
| Année 2011/2012                      |                |
| ------------------------------------ | -------------- |
| Chiffres d'affaires                  | 693 millions € |
| Nombre d'appartements en gestion     | 9,1 millions   |
| Nombre d'employés                    | 3 150          |
|                                      |                |
| Nombre de compteurs eau et chauffage | 45,8 millions  |
| Nombre de répartiteurs               | 36 millions    |
| Nombre de compteurs d'eau            | 9 millions     |
| Nombre d'appareils en radio-relevé   | 22 millions    |
| Nombre d'appareils en télé-relevé    | 1 million      |

## Concurrents
Les principaux concurrents en France sont Ista, Proxiserve et Ocea Smart Building.